# Percy Sherwood
Percy Sherwood (født 23. maj 1866 i Dresden, død 15. maj 1939 i London) var en engelsk-tysk musiker.
Sherwood fik sin uddannelse i sin fødeby, hvor han forblev som lærer ved konservatoriet. Kort før 1. verdenskrigs udbrud flyttede han og hans kone til mandens fædreland. Sherwood vandt Mendelssohn-Prisen (1889) og skrev en række instrumentalværker (symfonier, ouverture, klaverkoncert, violin- og cellosonater etc.).